# The Free Design
The Free Design var en amerikansk vokalgruppe, hvor alle gruppens medlemmer var medlemmer af Dedrick-familien. Den oprindelige gruppe bestod af Chris Dedrick (12. September 1947 – 6. August 2010), Sandy Dedrick og Bruce Dedrick. Lillesøster Ellen Dedrick kom med i gruppen efter det første album. Gruppen udsendte syv albums i perioden 1967 - 1972. Gruppen blev kort gendannet i 2000-2001 og indspillede deres otende og sidste album. De fleste af gruppens sange var skrevet af gruppens leder Chris Dedrick, og gruppen blev oftest akkompagneret på pladerne af studiemusikere.
Deres musik indeholdt komplekse harmonier, kontrapunkt, jazz-agtige akkordforløb, og off-beat rytmer, som produkt af Chris Dedricks klassiske musikuddannelse.
Blandt deres mest kendte sange er Kites Are Fun og Love you.
Gruppen opnåede ikke den store kommercielle succes og anerkendelse i deres karriere, men deres arbejde har senere haft indflydelse på andre bands heriblandt Stereolab, Cornelius, Pizzicato Five, Beck og The High Llamas.

## Diskografi
- Kites Are Fun (1967)
- You Could Be Born Again (1968)
- Heaven/Earth (1969)
- Stars/Time/Bubbles/Love (1970)
- ...Sing for Very Important People (1970)
- One By One (1971)
- There is a Song (1972)
- Cosmic Peekaboo (2001)
- The Now Sound Redesigned (2005)